# Aeroportul Gimli Industrial Park
Aeroportul Gimli Industrial Park (IATA: YGM, ICAO: CYGM) este un aeroport din Manitoba, Canada. Aeroportul a fost tranzitat în 2009 de 0 pasageri.
Situat la o altitudine de 230 m, aeroportul dispune de 1 pistă.

## Infrastructură

### Piste
Aeroportul dispune de o singură pistă. Pista 15/33 are suprafața de asfalt. 